# Potamorhina latior
Potamorhina latior är en fiskart som först beskrevs av Johann Baptist von Spix och Agassiz 1829.  Potamorhina latior ingår i släktet Potamorhina och familjen Curimatidae. Inga underarter finns listade i Catalogue of Life.